# Alice Barbi
Alice Laura Barbi (Mòdena, 1 de juny de 1858 – Roma, 4 de setembre de 1948) fou una violinista i mezzosoprano italiana.

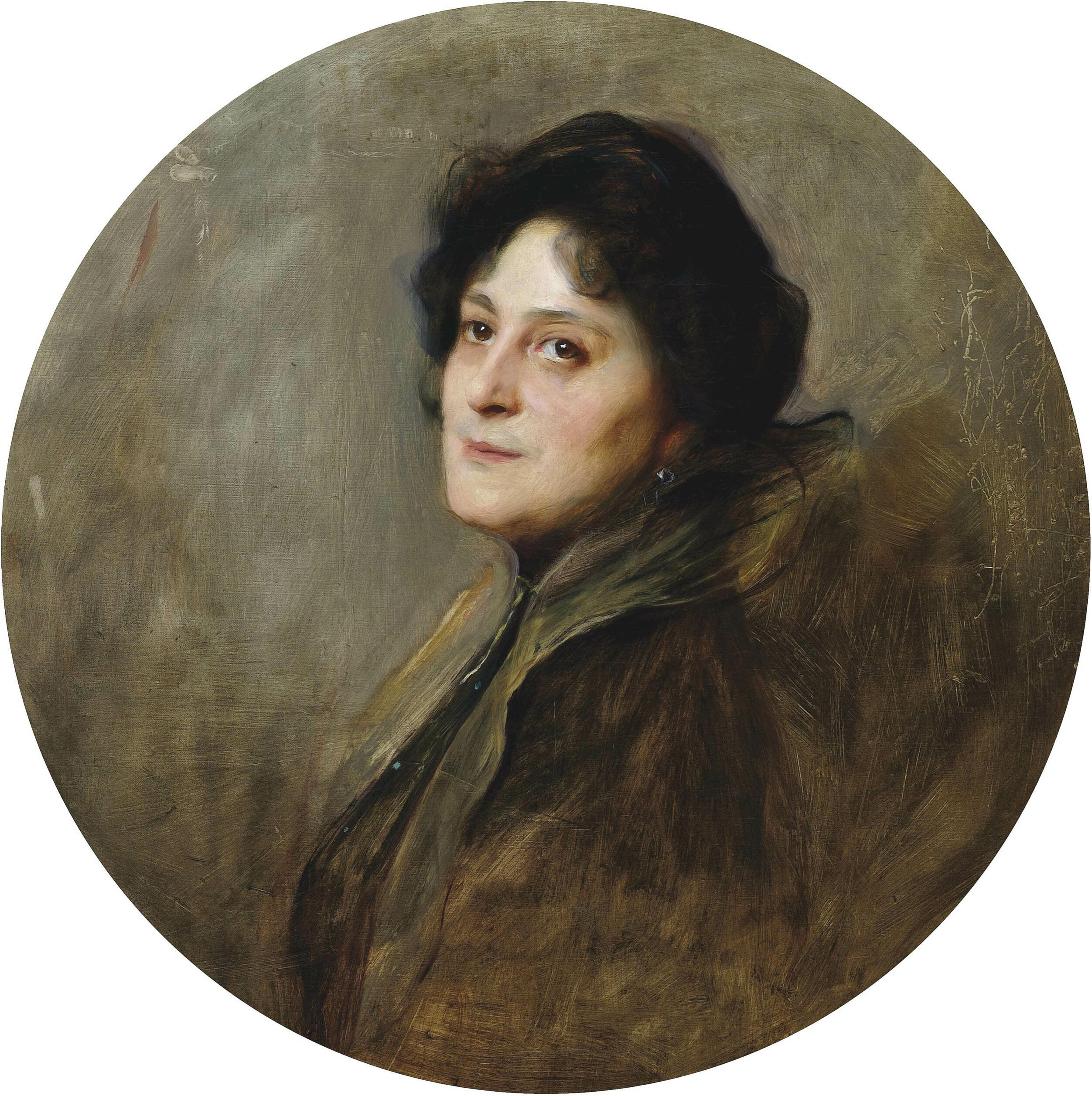
Alice Barbi, Baronessa von Wolff-Stomersee (Philip de László, 1901)

## Biografia
Va començar a estudiar música sent molt jove, sota la direcció del seu pare, Enrico, professor de violí, i va debutar amb només set anys com a violinista. Viatjant amb la família, va romandre durant un temps a Egipte. Finalment va estudiar al Conservatori Giovanni Battista Martini de Bolonya, on va tenir coma professor a Carlo Verardi (1831-1878). Posteriorment va estudiar cant, perfeccionant-se amb els mestres de Bolonya Luigi Zamboni i Alessandro Busi. Per acabar, va estudiar amb Luigi Vannuccini a Florència, on s'havia traslladat gràcies a l'ajuda de la família Corsini.
Va començar com a cantant en un concert al Palau del Quirinal, al costat d'Antonio Cotogni i de Giovanni Sgambati. El debut públic, al qual va obtenir un gran èxit, va tenir lloc a Milà el 2 d'abril de 1882 en un concert organitzat per l'empresari Andreoli, amb un programa que incloïa quatre àries, de Händel, Haydn, Jommelli i Rossini. A partir d'aquell punt, Barbi va desenvolupar la seva activitat gairebé sempre a l'estranger: Rússia, Anglaterra, Alemanya i sobretot a Àustria, a Viena, on entre altres coses la va escoltar Brahms que es va entusiasmar amb ella. En ocasions, a més de cantar actuava com a violinista.
Barbi va ser la primera cantant de concerts italiana, amb una veu no gaire important en volum, però d'una qualitat extraordinària: timbre dolç i vellutat, extensió considerable (tot i ser mezzosoprano arribava al Si bemoll alt), amb un repertori inusual per a un cantant de la seva època i amb un repertori poc tradicional pels italians: lied alemany i, pel que fa a Itàlia, música italiana antiga i música de compositors contemporanis, coneguts com a "musicisti del ponte", que s'havien allunyat de la tradició del melodrama (Giovanni Sgambati, Giuseppe Martucci, Marco Enrico Bossi, Antonio Bazzini).
La seva carrera va ser molt curta. El 21 de desembre de 1893 es va retirar per casar-se amb el baró Boris von Wolf-Stomersee (1850-1917), mestre de cort del tsar. Del matrimoni van néixer dues filles: Alexandra (1894-1982), que es convertirà en un important psicoanalista i es casarà amb Giuseppe Tomasi di Lampedusa, i Olga (1896-1984), que es casarà amb el diplomàtic Augusto Biancheri Chiappori i serà la mare del diplomàtic i escriptor Boris Biancheri. Després de quedar vídua, el 1920 Alice Barbi es va casar a Londres amb l'ambaixador d'Itàlia, el marquès della Torretta, oncle de Giuseppe Tomasi di Lampedusa, que serà també l'últim president del Senat del Regne italià i l'últim descendent masculí de la família Tomasi di Lampedusa.